# Jupiter Feretrius tempel
Jupiter Feretrius tempel (latin: Aedes Iuppiter Feretrius) var ett tempel på Capitolium i Rom. Detta tempel var det första som uppfördes i Rom och byggdes av Romulus till Jupiters ära efter segern mot Acron och caeninerna år 752 f.Kr.
Ursprunget till Jupiters epitet ”Feretrius” är oklart, men det finns två teorier. Den ena menar att ordet kommer av latinets ferio, ”slå”, ”hugga”, ”döda”, vilket innebär att Jupiter som krigsgud är den som dödar. Den andra teorin går ut på att ”Feretrius” härleds från affero, ”bära fram”, ”föra till”, vilket syftar på att Jupiter är den gud, vilken spolia opima bärs fram till. Spolia opima åsyftar i sammanhanget de krigstroféer som den segrande härföraren erövrade från sina motståndare, det vill säga vapen, rustningar med mera.

## Karta
| Plan över Capitolium under antiken |
| --- |
| Capitolium Arx Forum Romanum Fori Imperiali Velabrum Jupitertemplet Tabularium Juno Monetas tempel Marcellusteatern Forum Holitorium Bellonatemplet Jupiter Feretrius tempel Veiovistemplet Auguraculum Iseum Jupiter Custos tempel Concordiatemplet Jupiter Conservators tempel Altare Tensarum Jupiter Tonans tempel Clivus Capitolinus Centus Gradus Porta Pandana Janustemplet Juno Sospitas tempel Spestemplet Augustustemplet Asylum Inter duos lucos Vicus Iugarius Marsfältet Dei Consentes portik Vespasianus- templet Concordiatemplet Tullianum Clivus Argentarius Venus Erycinas tempel Bona Mens tempel Fidestemplet Opstemplet Scipio Africanus båge Saturnustemplet Basilica Iulia |